# New Haven (Virgínia de l'Oest)
New Haven és una població dels Estats Units a l'estat de Virgínia de l'Oest. Segons el cens del 2000 tenia 1.559 habitants.

## Demografia
Segons el cens del 2000, New Haven tenia 1.559 habitants, 671 habitatges, i 462 famílies. La densitat de població era de 552,2 habitants per km².
Dels 671 habitatges en un 29,8% hi vivien nens de menys de 18 anys, en un 56,8% hi vivien parelles casades, en un 9,1% dones solteres, i en un 31% no eren unitats familiars. En el 28,9% dels habitatges hi vivien persones soles el 15,8% de les quals corresponia a persones de 65 anys o més que vivien soles. El nombre mitjà de persones vivint en cada habitatge era de 2,32 i el nombre mitjà de persones que vivien en cada família era de 2,83.
Per edats la població es repartia de la següent manera: un 22,6% tenia menys de 18 anys, un 7,4% entre 18 i 24, un 25,3% entre 25 i 44, un 26,4% de 45 a 60 i un 18,2% 65 anys o més.
L'edat mediana era de 41 anys. Per cada 100 dones de 18 o més anys hi havia 85 homes.
La renda mediana per habitatge era de 27.008 $ i la renda mediana per família de 36.719 $. Els homes tenien una renda mediana de 40.556 $ mentre que les dones 17.273 $. La renda per capita de la població era de 15.339 $. Entorn del 10,6% de les famílies i el 13,7% de la població estaven per davall del llindar de pobresa.

## Poblacions més properes
El següent diagrama mostra les poblacions més properes.